# Бане Андрејев
Бане Андрејев (мкд. Бане Андреев; Велес, 12. август 1905 — Београд, 5. новембар 1980) био је учесник Народноослободилачке борбе и друштвено-политички радник ФНР Југославије.

## Биографија
Рођен је 12. августа 1905. године у Велесу.
Члан Савеза комунистичке омладине Југославије постао је 1922, а Комунистичке партије Југославије 1923. године. Године 1924. постао је члан Месног комитета КПЈ за Велес и Покрајинског комитета СКОЈ-а за Македонију. Учествовао је као делегат на Покрајинској конференцији СКОЈ за Македонију и 1926. године избран за члана Централног комитета СКОЈ-а.
Студирао је на Београдском универзитету. За време студија био је, такође, активан у СКОЈ-у и револуционарсном студентском покрету. Јануара 1929. година, после увођења Шестојануарске диктатуре, ухапшен је у великој провали комуниста у Београду. Изведен је пред Државни суд за заштиту државе и осуђен на 15 година затвора. Казну је издржавао у затворима у Лепоглави и Сремској Митровици.
После хапшења, Лазара Колишевског, 6. новембра 1941. године, Бане је преузео руковођење Покрајинским комитетом КПЈ за Македонију. Од новембра 1941. до маја 1942. године био је политички секретар ПК КПЈ за Македонију. Године 1943. ухапшен је, од стране бугарске полиције у Битољу и интерниран у село Шијаково, у северној Бугарској.
Марта 1943. године, када је основана Комунистичка партија Македоније, изабран је за члана Централног комитета. Године 1944. изабран је за политичког комесара Главног штаба НОВ и ПО Македоније, делегата АСНОМ-а и члана АВНОЈ-а.
Марта 1945. године, када је формирана Приврмена влада Демократске федеративне Југославије, Бане је постављен за министра рударства. На изборима за Уставотворну скупштину, новембра 1945. године, изабран је за народног посланика. После формирања прве Владе ФНРЈ, поново је изабран за министра рударства.
На Петом конгресу КПЈ, одржаном јуна 1948. године у Београду, био је кандидат за члана Централног комитета. Децембра 1949. године, због подршке политике Совјетског Савеза и Резолуције Информбироа, искључен је из КПЈ и разрешен свих политичких функција.
Касније је поново примљен у чланство Савеза комуниста, али се није активно бавио политиком. Радио је у Институту за економска истраживања Социјалистичке Републике Србије. Преминуо је 5. новембра 1980. године у Београду.